# Caumont, Pas-de-Calais
Caumont là một xã của tỉnh Pas-de-Calais, thuộc vùng Hauts-de-France, miền bắc nước Pháp.

## Dân số
| 1962                                                          | 1968 | 1975 | 1982 | 1990 | 1999 |
| ------------------------------------------------------------- | ---- | ---- | ---- | ---- | ---- |
| 329                                                           | 318  | 290  | 224  | 200  | 206  |
| Census count starting from 1962: Population without duplicate |      |      |      |      |      |